# Ijacossus ivanovi
Ijacossus ivanovi är en fjärilsart som beskrevs av Bekker-migdisova 1951. Ijacossus ivanovi ingår i släktet Ijacossus och familjen tofsspinnare. Inga underarter finns listade i Catalogue of Life.